# Trypophloeus populi
Trypophloeus populi là một loài bọ cánh cứng ăn vỏ cây dương lá rung.
Loài này nhỏ, con lớn chỉ dài khoảng 2 mm.